# The Money Kings
The Money Kings è un cortometraggio muto del 1912 diretto da Van Dyke Brooke e William Humphrey.

## Produzione
Il film fu prodotto dalla Vitagraph Company of America.

## Distribuzione
Distribuito dalla General Film Company, il film - un cortometraggio in tre bobine - uscì nelle sale cinematografiche statunitensi il 15 luglio 1912. Nel Regno Unito, fu distribuito il 24 ottobre 1912.